# غود سرخ (بزنجان)
غود سرخ (بالفارسية: گودسرخ) هي قرية تقع في إيران في قسم بزنجان الريفي. يقدر عدد سكانها بـ 37 نسمة .